# Bàlsam del Perú
El bàlsam del Perú, Myroxylon balsamum també conegut com a Toluifera balsamum L. i Myrospermum toluiferun (Myroxylon balsamum, Myroxylon del grec, fusta olorosa i balsamum, bàlsam) és un arbre gran que pot arribar a mesurar uns 30 metres d'alçada de la família de les fabàcies originari de centre Amèrica. S'estén des del sud de Mèxic fins al Brasil i l'Argentina. (Mèxic, Guatemala, Colòmbia, l'Equador, Panamà, el Perú, Veneçuela, el Brasil i Argentina)

## Ecologia
Es troba en zones del tròpic humit, tròpic subhumit i zones temprades subhumides. Forma vegetacions de bosc tropical caducifoli, bosc tropical perennifoli i bosc tropical subperrennifoli. És un arbre emergent, característic de bosc primari inalterat. Posseeix una regeneració a vegades abundant en algunes àrees, principalment al peu de l'arbre mare; no obstant necessita llum o espais obert dins el bosc per poder sobreviure, cosa que fa que no existeixin masses individus en edats intermèdies. S'ha observat en associació amb diferents espècies com ara Caryocar costaricense, Brosimum utile, Brosimum alicastrum, Brosimum costaricanum, Mirandaceltis monoica, Pseudolmedia oxyphyllaria,Pseudobombax elliptica, Manilkara zapota, Bursera simaruba. Manté una simbiosi amb bacteris fixadors de nitrogen (Rhizobium sp.)

## Hàbitat
Aquesta espècie es localitza en zones amb elevacions baixes, amb climes molt humits i formacions de boscs sempre verds, entre els 100 i 600 metres d'elevació. Creix preferiblement en llomes o àrees ben drenades, amb pendents entre el 20 i el 40% i una precipitació superior als 3000 mm anuals. Es desenvolupa en sòls calcaris, en zones planes, en pendents sobre turons càrstics, en sòls derivats de materials ignis i en sols negres pedregosos.

## Morfologia
Myroxylon balsamum és un arbre perennifoli d'uns 30 a 35 metres d'alçada amb un diàmetre a l'altura del pit d'un metre aproximadament. La seva rel és fasciculada, l'escorça externa és llisa d'un color gris i l'escorça interna és granulosa i té un color crema groguenc amb una olor molt fragant. Les branques tenen consistència llenyosa i es troben ascendents respecte al tronc dret. Les fulles són compostes i es troben disposades en espiral amb els folíols alterns amb forma lanceolada o el·líptica. Les fulles són imparipinnades i fan de 8 a 20 cm de llarg incloent el pecíol. No tenen pilositat, és a dir són glabres amb nombroses línies i punts translúcids i produeixen una olor molt intensa quan es rebreguen. La inflorescència està formada per cimes auxiliars o terminals. La flor és hermafrodita, blanca i zigomòrfica. El calze és gamosèpal de 6 a 8 mm de llarg i amplament tubular, on es troben els cinc pètals inserits a la base. L'androceu consta de 9 estams soldats i un de lliure, el gineceu és súper i monocarpel·lar. El fruit és sàmara, és a dir, indehiscent on alberga la llavor que agafa un color groguenc quan se seca.

## Farmacologia
La part que és utilitzada com a droga és l'oleoresina que s'obté cremant el tronc i el fruit d'arbres de més de cinc anys.

### Composició química
És barreja d'àcids aromàtics lliures: Benzoic (6-8%), cinàmic (10-15%) i de benzoat de benzil. També conté una fracció resinosa (80%) composta per carburs i alcohols i els seus derivats fenilpropiònics (vainilla, eugenol)

### Usos medicinals
Indicat per ferides, úlceres dèrmiques, cremades, malalties de la pell, malalties veneres, sarna, diarrea, còlera i tuberculosis.

### Accions farmacològiques
Cicatritzant, antiinflamatori, analgèsic, antisèptic, bactericida, fungicida i parasiticida. En els països d'origen s'utilitza la decocció de l'escorça com a antitussigen.

### Toxicitat
El bàlsam és irritant de les mucoses pel que es recomana utilitzar-lo únicament per ús extern i amb precaució davant de la possibilitat d'aparició de dermatitis de contacte.

## Observacions
El bàlsam es pot utilitzar també com aromatitzant, en el terreny de la construcció rural, com a cosmètic, locions, perfumeria i cremes, en fusteria (fusta forta i durable) i com a saboritzant en aliments i begudes. També és un component en alguns sabons, detergent i desodorants.
El bàlsam va arribar a Europa en el segle xvi pels espanyols que el portaven sobretot des de Guatemala i el Salvador. Historiadors com Cuadra mencionen que el nom és erroni, ja que en els temps colonials era conduït al port de Callao a Perú on era enviat a Espanya com un producte peruà.
La seva aplicació pot provocar una reacció al·lèrgica que ocasiona pruïja.